# Село имени Тельмана (Джалал-Абадская область)
Имени Тельмана (кирг. Тельман) — село в Джалал-Абадской области Кыргызстана. Административно подчинено администрации города Джалал-Абад.

## География
Село расположено в юго-восточной части области, к востоку от реки Кёгарт, на расстоянии приблизительно 7 километров (по прямой) к северу от города Джалал-Абад. Абсолютная высота — 901 метр над уровнем моря.

## Население
Согласно оценочным данным Национального статистического комитета Кыргызской Республики, численность населения села на начало 2023 года составляла 1260 человек.
| год     | 2009 | 2014 | 2015 | 2020 | 2021 | 2023 |
| ------- | ---- | ---- | ---- | ---- | ---- | ---- |
| человек | 1206 | 1082 | 1009 | 1077 | 1091 | 1260 |